# Benteng Utara
Benteng Utara is een bestuurslaag in het regentschap Indragiri Hilir van de provincie Riau, Indonesië. Benteng Utara telt 1401 inwoners (volkstelling 2010).